# 富士山さんは思春期
『富士山さんは思春期』（ふじやまさんはししゅんき）は、オジロマコトによる日本の漫画作品。
『漫画アクション』（双葉社）において、2012年23号から2016年1号まで連載された。全67話。中学校のバレーボール部に所属する少年少女を主役とし、思春期の中学生ならではの恋愛にまつわる情動や日常を描いた学園ラブコメディ作品となっている。

## 概要
2006年に『週刊ヤングマガジン』（講談社）にて『カテキン』を連載していたオジロマコトによる連載作品。
女子バレー部に所属する身長181センチメートルの中学二年生・富士山牧央（ふじやま まきお）と、同校の男子バレー部に所属する身長160センチメートルの中学二年生・上場優一（かんば ゆういち）の恋愛模様を描く。
高身長のヒロインとの身長差カップルを扱った作品として複数のメディアで取り上げられており、『このマンガがすごい！WEB』で行われたインタビューでは、本作を描くことになったキッカケとヒロインの設定について、「木村沙織選手などがメディアで取り上げられているのを見て、『そういえば、大きくてかわいい子を真っ正面から取りあげた作品はないなぁ』と思った担当編集者から、『魅力的な高身長ヒロインを描けるのはオジロしかいない』という提案を受けて始めた」「（作者の感覚で）高身長でありつつ可愛く感じられる身長が181センチメートルであった」ということが、作者・担当編集者の両名から語られている。
作品の構成面では「モノローグの少なさ」が特徴の1つとして挙げられており、特にヒロインである牧央にはモノローグが一切存在せず、表情のみで心情が表現されている。これは担当編集者から、「男から見たら女が何を考えているかは解らないものだから」「オジロの画力であれば表情でキャラクターの心情を描けるはず」という提案を受けてのもの。この表現手法に対し、各種メディアやファンからは「心理描写が無いからこそ感じることができるものがある」「現実的でリアルな描写」「キャラクターの感情が理解できる」といった共感や好評価の声が上げられている。
このほか、『富士山さんは思春期』という作品名に合わせて、各話のサブタイトルが全て「富士山さん△△△△△き（または“ぎ”）」という名称で統一されていることも特徴の1つ。このサブタイトルは担当編集者が考案していることがインタビューで明かされている。
2014年に『このマンガがすごい! 2014』で11位にランクイン。この順位について作者のオジロは「とてもうれしいです。ただ、せっかくならもうひとつ上、10位に入りたかったなぁ、と（笑）。」と述べている。

## あらすじ
身長160センチメートルの中学2年生・上場優一（かんば ゆういち）は、学年のマドンナである青田恵子の生着替えを盗撮すべく、バレー部の仲間たちの協力の下、教室の窓から宙吊りになって女子の更衣部屋を覗く。しかし、意に反して身長181センチメートルの幼馴染・富士山牧央（ふじやま まきお）の生着替えを目撃したことで、その衝撃映像が頭から離れなくなってしまう。
青田の盗撮が失敗に終わった同日の放課後、上場のスマホを富士山が拾ったことがキッカケで2人は一緒に下校することになる。そこへ通り掛かった親子連れの幼児が富士山を見るなり「大きい」と一言。日頃「大きい」ことをからかう者に容赦無い富士山が幼児に手を上げてしまうのでは、と上場は危惧するが、富士山は予想に反して満面の笑みで幼児におどけてみせる。その姿に再び衝撃を受けた上場は、気持ちが前のめりになった勢いで富士山に交際を申し込む。すると、意外にも富士山はOKする。
しかし「付き合う」と言っても何をしたらいいかよくわかっていない2人。気恥ずかしさから「友達にバレないように」しつつ、こっそりとメモ書きで会話したり、離れた場所で待ち合わせたり、さり気なく手を繋いだりしながら、思春期独特の距離感での交際が進んでいく。

## 登場人物
学年、クラス、主人公の身長は連載開始（単行本第1巻）時点のもの。

### 主人公
富士山 牧央（ふじやま まきお）
三里第三中学校2年1組。181センチメートルという高身長と高い身体能力を持ち、夏季県大会2位となった女子バレー部のエース（背番号12）。女友達からは「牧」「牧ちゃん」と呼ばれている。身長は連載開始以降も伸びている様子があるほか、胸のサイズも大きく、ブラジャーはFカップ用を着用している。
大人顔負けの体格とは裏腹に、内面は年齢相応あるいは年齢以下の子供っぽさがあり、純粋無垢、かつ大らかな性格。しかし体格などに対する度が過ぎたからかいをする一部の男子に対しては鉄拳制裁をも辞さず、上場にでさえ肩パンをお見舞いすることもしばしばである。
恋愛や性知識には疎い方だが、それなりに興味を示す場面も見られる。気恥ずかしさや上場からの要請もあり、上場と交際している事実は親友や家族にも明かしていない。
ケータイを持っておらず、上場の意を汲んで両親におねだりして買ってもらったものの、「お守りケータイ」だったため、未だに上場との通話やメールはできない。
上場 優一（かんば ゆういち）
三里第三中学校2年2組。身長160センチメートル（第1話の半年後、第37話では162センチに伸びている）と平均並かやや低め。上級生が抜けて部員3名だけとなった弱小の男子バレー部に所属。同級生たちからは名字で呼ばれ、特に富士山が呼ぶ場合は「カンバ」のカナ表記が主に使われる。
富士山とは幼稚園から同じ学校で、小学生までは公園などでよく一緒に遊んでいたが、中学校に入るとクラスも別々になって接点がなくなり、口もきかなくなっていた。自ら交際を申し込んだものの、富士山との交際を同級生たちに知られてしまうことを、極端に恐れている。
年齢相応に無邪気で悪ふざけもする少年だが、富士山に対しては細やかな気遣いも見せる。

### 中学校の同級生
青田 恵子（あおた けいこ）
上場のクラスメイト。女子バレー部のキャプテン（背番号1）。
成績優秀で容姿端麗。後輩たちからも慕われている、学年のマドンナ的存在。
三好 麻衣子（みよし まいこ）
富士山の友達でクラスメイト。愛称は「まいこ」。前髪をアップにしたセミロングで、八重歯がチャームポイント。富士山とは対照的に小柄な体格で、一年生の男子にも人気がある。性格は明朗快活、言動は無邪気。
吹奏楽部に所属し、ホルンを担当。文化部ながら、トレーニングのために運動部との合同合宿にも参加している。東京で一人暮らししている大学生の姉がいる。
高木（たかぎ）
富士山の友達でクラスメイト。髪は外ハネのボブカットでアヒル口が特徴。三好と同じく、吹奏楽部に所属している。
高校生の彼氏がおり、キスの一歩先も経験済み。小学生の弟がいる。
井手（いで）
2年4組の生徒で、女子バレー部に所属（背番号13）。愛称は「井手っち」。短めのポニーテールで、部活などで運動する場合は前髪をアップにしている。
部活では富士山やアイ、メグの四人で行動を共にすることが多い。
現在、野球部の梅木に熱烈片思い中。
山本 藍（やまもと あい）
井手のクラスメイトで、女子バレー部に所属（背番号6）。愛称は「アイ」。黒髪のショートヘアで、やや小柄。気さくな性格で、地声が大きい。
梅木に恋する井手を応援しており、二人の仲を取り持とうと、ことあるごとに出会いイベントをお膳立てする。
メグ
女子バレー部に所属（背番号2）。髪はベリーショートでソバカス顔。ボーイッシュな外見ではあるが、井手の恋話で盛り上がるなど女の子らしい一面も見せる。
小谷野（こやの）
上場とクラスメイトの男子。男子バレー部に所属。坊主頭で眼鏡をかけている。上場のことを「上場君」と呼ぶ。
西（にし）
男子バレー部に所属。ロン毛（セミロング）。上場・小谷野とは部活以外でも登下校などでと行動を共にすることが多い。
梅木（うめき）
上場とクラスメイトの男子。野球部に所属。短髪色黒で、イケメンスポーツマンタイプ。上場の悪ふざけなどにも付き合うものの、男子生徒の中では良識派である。
女生徒のファンも多いが、本人は特に鼻にかけた様子もない。甘酒が苦手。
会田（かいだ）
上場とクラスメイトの男子。富士山をからかって鉄拳制裁を貰うことが半ば恒例と化している。
塙（はなわ）
2年4組の男子。富士山揶揄の急先鋒で、その言動は会田以上に悪質。

### 中学校の教員
香山 沙織（かやま さおり）
上場のクラス担任教師。愛称は「サッちゃん」。童顔で低身長な点がコンプレックス。一部の男子生徒に人気。
倉敷（くらしき）
女性の養護教諭で、保健室に常勤している。男言葉でポーカーフェイスかつクールな性格だが、ゴキブリが苦手という一面もある。
バレー部の顧問も務めており、遠征の練習試合などにも同行する。
副校長
小太りの中年女性で、身長145センチメートル。常に巨大なサングラスをかけているが、視力は両眼とも1.0。
典型的な「オバタリアン」タイプで生徒への指導方針も厳しく、規律を乱した者には罰を与える。
富士山との会話において、富士山が「大きい」ことについてたびたび触れる。

### 富士山家
富士山の父
普段は眼鏡をかけた温厚なお父さん。上場の存在を警戒している。
富士山の母
ベリーショートヘアで、肝っ玉母さんタイプ。幼稚園時代の上場をよく知る人物。
移動はいつも自家用車。趣味でフラダンスをたしなんでいる。
キヨ
富士山たちが隣町の図書館に行く際に乗る駅の近くに住む富士山の母方の祖母。小柄の優しいおばあさんで、顔は富士山に似ている。
夫（富士山の祖父。かなりの長身だった）はすでに他界して一人暮らしであるため、富士山や富士山の母が時折様子を見に訪れている。

### 上場家
上場の母
共働きのため自宅を留守にしがちで、上場の三者面談にも出向いていない。
上場のことを「ユウ」と呼ぶ。

### その他の関係者
麻衣子の姉
東京で一人暮らしをしている大学生。大学が休みの期間は実家に帰省している。
富士山の女子力アップについて個人的に興味がある。
こやま
上場と富士山が小学校低学年の頃に通っていた児童館の職員。
今も現役で、上場と歩いていた富士山がうっかり児童館に踏み入ったことで5年ぶりに二人と再会した。

## 書誌情報
各巻末には数ページの描き下ろし漫画が収録されており、その漫画内に奥付や著作権に関する記述が散りばめられている。
- オジロマコト 『富士山さんは思春期』 双葉社〈アクションコミックス〉、全8巻
  1. 2013年5月28日発行（2013年5月28日発売[10]）、ISBN 978-4-575-84238-8
  2. 2013年8月28日第発行（2013年8月28日[11]）、ISBN 978-4-575-84277-7
  3. 2014年1月28日発行（2014年1月28日[12]）、ISBN 978-4-575-84336-1
  4. 2014年7月28日第発行（2014年7月28日[13]）、ISBN 978-4-575-84457-3
  5. 2014年12月27日発行（2014年12月27日[14]）、ISBN 978-4-575-84552-5
  6. 2015年4月28日発行（2015年4月28日[15]）、ISBN 978-4-575-84611-9
  7. 2015年8月28日発行（2015年8月28日[16]）、ISBN 978-4-575-84674-4
  8. 2016年2月27日発行（2016年2月27日[17]）、ISBN 978-4-575-84762-8